# Миншуй
Миншу́й (кит. упр. 明水, пиньинь Míngshuǐ) — уезд городского округа Суйхуа провинции Хэйлунцзян (КНР). Название уезда означает «Светлая вода», так назывался источник, который нынче находится на территории уезда Цинган.

## История
Уезд был выделен в 1929 году из уезда Цинган.
В 1931 году Маньчжурия была оккупирована японскими войсками, а в 1932 году было образовано марионеточное государство Маньчжоу-го. 1 декабря 1934 года в Маньчжоу-го была создана провинция Лунцзян, в состав которой вошли эти земли. В 1939 году произошло изменение административно-территориального деления, и эти земли вошли в состав новой провинции Бэйань.
В 1945 году Маньчжурия была освобождена Советской армией, и уезд Миншуй оказался в составе провинции Хэйлунцзян. В 1947 году провинции Хэйлунцзян и Нэньцзян были объединены в «Объединённую провинцию Хэйлунцзян и Нэньцзян» (сокращённо — провинцию Хэйнэнь), однако вскоре разделены вновь.
В 1956 году решением Госсовета КНР был образован Специальный район Суйхуа и уезд вошёл в его состав. В 1958 году он был расформирован, и уезд был передан в состав Специального района Сунхуацзян (松花江专区). В 1965 году Специальный район Сунхуацзян был переименован в Специальный район Суйхуа. Во время Культурной революции правительство Специального района Суйхуа в 1967 году было расформировано, а вместо него образован Революционный комитет; сам специальный район в это время трансформировался в Округ Суйхуа (绥化地区). В 1978 году Революционный комитет был преобразован в правительство округа. В 1999 году решением Госсовета КНР округ Суйхуа был преобразован в городской округ Суйхуа.

## Административное деление
Уезд Миншуй делится на 5 посёлков и 7 волостей.
| №  | Название | Название (кит.) | Статус  | Население чел. (2010) | На карте                         |
| -- | -------- | --------------- | ------- | --------------------- | -------------------------------- |
| 1  | Миншуй   | 明水镇          | поселок | 98124                 | 47°10′44″ с. ш. 125°54′20″ в. д. |
| 2  | Тунда    | 通达镇          | поселок | 29835                 | 47°10′23″ с. ш. 125°37′54″ в. д. |
| 3  | Шуансин  | 双兴乡          | волость | 29117                 | 47°05′29″ с. ш. 125°54′23″ в. д. |
| 4  | Юнсин    | 永兴镇          | поселок | 24469                 | 47°15′31″ с. ш. 126°04′35″ в. д. |
| 5  | Чундэ    | 崇德镇          | поселок | 22334                 | 47°16′44″ с. ш. 125°35′37″ в. д. |
| 6  | Тунцюань | 通泉乡          | волость | 19541                 | 47°18′05″ с. ш. 125°55′43″ в. д. |
| 7  | Юйлинь   | 育林乡          | волость | 17006                 | 47°07′51″ с. ш. 125°37′52″ в. д. |
| 8  | Гуанжун  | 光荣乡          | волость | 17004                 | 47°19′05″ с. ш. 126°19′09″ в. д. |
| 9  | Синжэнь  | 兴仁镇          | поселок | 16915                 | 47°10′31″ с. ш. 126°08′29″ в. д. |
| 10 | Юнцзю    | 永久乡          | волость | 16463                 | 47°07′41″ с. ш. 126°00′43″ в. д. |
| 11 | Фаньжун  | 繁荣乡          | волость | 14068                 | 47°18′12″ с. ш. 126°14′27″ в. д. |
| 12 | Шужэнь   | 树人乡          | волость | 13948                 | 47°09′37″ с. ш. 126°13′14″ в. д. |

## Соседние административные единицы
Уезд Миншуй на востоке граничит с городским уездом Хайлунь, на юге — с уездом Цинган, на западе — с городским округом Дацин, на севере — с городским округом Цицикар.